# Cámara sin espejo de objetivos intercambiables

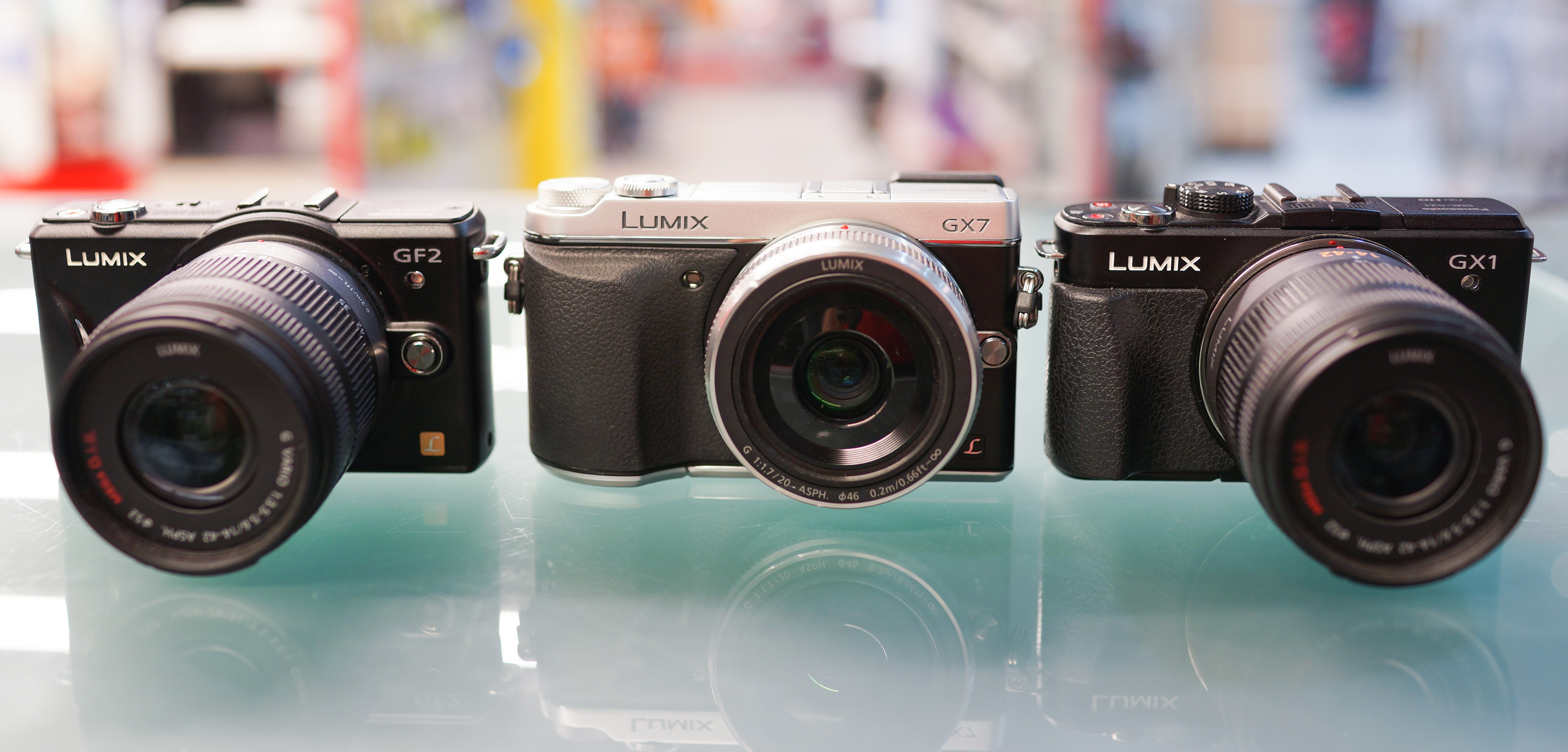
Cámaras sin espejo de objetivos intercambiables de la gama Lumix G.

Una cámara sin espejo de objetivos intercambiables, también conocidas como MILC (del inglés mirrorless interchangeable lens camera) o como cámaras de sistema compacto. Es una familia de cámaras digitales fotográficas orientadas al aficionado avanzado por sus prestaciones, situadas por encima de las cámaras compactas avanzadas por el tamaño del sensor y por debajo de las cámaras réflex digitales, teniendo como desventaja principal respecto a estas últimas las dificultades existentes en el sistema de enfoque, en las cuales se obtiene por diferencia de fase con un segundo sensor dedicado a enfoque y un espejo secundario. En sus inicios también se consideraba una desventaja la ausencia de un sistema de formato completo, restringiéndose los tamaños de sensor al Micro Cuatro Tercios (Panasonic, Olympus), y el APS-C (Sony); sin embargo, en los últimos años esta situación ha cambiado después de que el último fabricante lanzase el sistema de Montura E y sus primeras cámaras full frame, y el fabricante Hasselblad lanzase incluso una cámara de formato medio.
Otros nombres que recibe habitualmente son cámaras EVIL (Electronic Viewfinder with Interchangeable Lens, es decir: cámaras de "visor electrónico con objetivos intercambiables"), CSC (Compact System Camera), MSC (Mirrorless System Camera) o DSLM (Digital Single Lens Mirrorless). Esta variedad de términos se debe a que por su corta historia no se han estandarizado las denominaciones entre los fabricantes.

## Historia
Como un claro antecesor de estas cámaras, se puede considerar a la serie M de Leica, que presentó en 2004 su sistema de compactas telemétricas, consideradas una continuación de sus sistemas anteriores. A diferencia del resto de cámaras sin espejo, éstas han sido presentadas como alternativas a una réflex para el usuario profesional, con prestaciones y calidad óptica de acuerdo a esta filosofía. Sin embargo, se considera como el inicio de la comercialización de este tipo de cámaras la alianza entre Olympus y Panasonic del sistema Micro Cuatro Tercios, el 5 de agosto de 2008. Panasonic lanzaría con este sistema la primera cámara, bautizada Lumix DMC-G1  en octubre de ese mismo año. Un poco más de un año después de esta propuesta (4 de enero de 2010), Samsung lanzaría el sistema NX, con la NX-10 como su primera exponente, dotada de un sensor de tamaño APS-C en lugar del tamaño Micro cuatro tercios. Unos meses después (11 de mayo de 2010), sería Sony la encargada de lanzar una cámara con similares características, con un sensor APS-C al igual que Samsung; su propuesta sería bautizada NEX y sería la NEX-3 su primer lanzamiento. En años posteriores otras marcas lanzarían productos con las mismas características, como la Pentax Q y el sistema Nikon 1, ambos en 2011, y el sistema X-Series de Fujifilm, lanzado en 2012 con la Fujifilm X-Pro1.

## Características
Mientras que las cámaras réflex tienen un espejo en su interior que sirve para reflejar la imagen que entra por el objetivo y se proyecta directamente en el visor. En el sistema sin espejo esto se ha eliminado. Esto significa que las cámaras mirrorless no tienen un visor óptico pentaprisma y un conjunto de espejo.
La falta de este mecanismo los hace más compactos y manejables que las cámaras réflex. A diferencia de las compactas avanzadas, este tipo de cámaras incorporan sensores de mayor tamaño; incluso algunos modelos vienen equipados con un sensor de formato APS-C, lo cual les pone un paso por encima del segmento anterior y, en términos de calidad de imagen, a la par con la mayoría de réflex digitales de los segmentos aficionado y aficionado avanzado; la ausencia del espejo réflex les pone en desventaja con estas últimas, en especial porque pierden el enfoque por comparación de fase posible solamente a través del mismo, y la visualización óptica directa, por lo cual en ciertos modelos se recurre al visor electrónico que hace uso del sensor principal. Sin embargo, la no incorporación de este elemento contribuye en una reducción importante del tamaño -similar a las compactas avanzadas-, y un aumento en el tiempo de vida y en la resistencia de la cámara (por carecer de un sistema mecánico para la obturación).
Los objetivos de este tipo de cámaras son intercambiables, igual al de las cámaras del segmento réflex. Algunas, incluso, tienen la posibilidad de adoptar ópticas de sus hermanas mayores mediante adaptadores, lo cual se convierte en una ventaja en términos de compatibilidad. Los fabricantes han diseñado modelos exclusivos de objetivos para este segmento, que se distinguen por un tamaño y peso reducido respecto a los objetivos réflex tradicionales, y en algunos casos porque poseen un control de zoom motorizado, lo cual se presenta como una ventaja para las funciones de video en alta definición que también poseen.